# Creepers (zapatos)

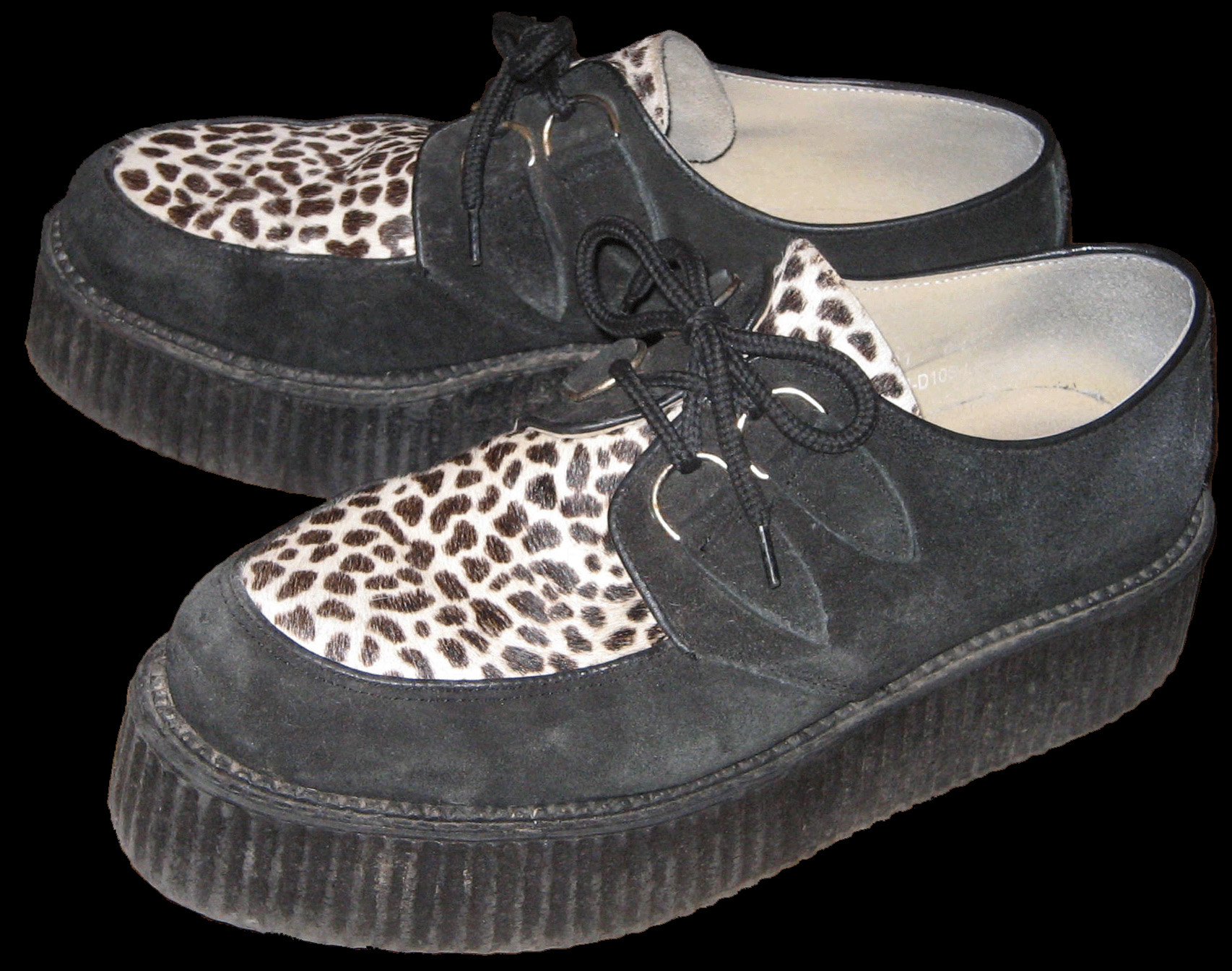
Un par de Creepers triple suela.

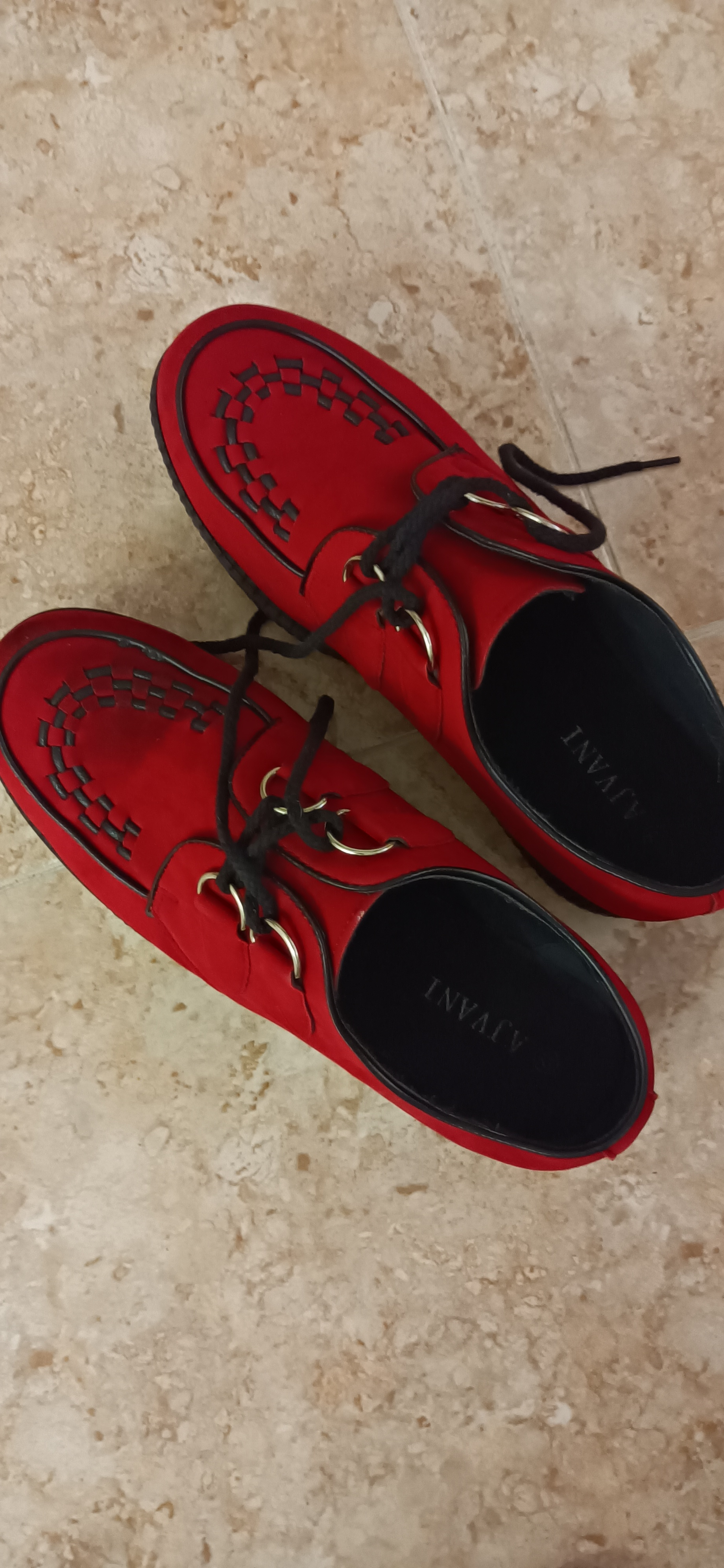
Unas Boogies en el año 2023

Los zapatos Creepers, llamados también Boogies en España, tienen su origen en los años posteriores a la Segunda Guerra Mundial: los soldados de las bases norteafricanas llevaban botas de lona con suelas duras de goma para aguantar tanto el calor como las condiciones del suelo desértico.
Una vez que abandonaron el ejército, muchos de ellos defendían su reputación en la noche londinense con este tipo de calzado convertido en zapato. Al desarrollarse en el ambiente de los barrios de Kings Cross y Soho, los zapatos llegaron a conocerse como Brothel Creepers (Creepers de burdel).
En los años 1950, este calzado lo llevaban los Teddy Boys y los chicos rockabilly, junto a pantalones ajustados, cazadoras y chaquetas cerradas, bolo ties (corbatas de cowboy), tupés y peinados Pompadour y camisas de seda y ropas azul eléctrico. Así las creepers eran plena moda en los 50 y 60.
Inventadas en 1949 por George Cox y vendidas bajo el nombre de Hamilton por el segundo nombre de su inventor, en 1999 celebraban los 50 años de su lanzamiento.
Las Brothel Creeper ganaron popularidad de nuevo a principios de los 70 cuando Malcolm McLaren las vendía en su tienda Let it Rock en Kings Road, donde además de los Teddy boys se extendieron al público en general con la entrada de la socia de McLaren, Vivienne Westwood.
En los 50 empezó el mito, en el momento en que un teddy boy los eligió para completar su look de pantalones súper ajustados y un punto tobilleros, de las corbata súper finas, de los tupés y de las camisas de color eléctrico nació un icono. Cada paso que se da con unos creepers es rock n' roll. George Cox fue el primero en crear unos creepers que se convirtieron en objeto de coleccionista y los llamó Hamilton. Hoy, tener unos Hamilton es lo más parecido a tener un incunable. 
Y en los 70 se volvieron punk. En el momento en el que Malcom McLaren los decidió poner a la venta en la mítica Let It Rock –la tienda que compartía con Vivienne Westwood– su historia sufrió un viraje. McLaren había pensado en los teddy boys, pero les encantaron a los punkis. De los fanes de los Sex Pistols pasaron a los que bailaban ska, psychobillie y grease. Y de ellos, a la ola más oscura. En los 80 empezó el reinado del Underground, la firma que se ha convertido en su máxima valedora. 
El Creeper ha sido adoptado por subculturas como la ska, la punk fashion, psychobilly, greasers, góticos o Visual keis, viéndose incluso en grupos como Bananarama. 
Las creepers originales son difíciles de encontrar, aunque algunas compañías las vienen produciendo desde los ochenta incluyendo nuevos diseños. 
Algunas marcas actuales y reconocidas por el público especializado son George Cox, Pinsoup & Creeperscustom, Underground England,T.U.K., Demonia